# McGregor (Texas)
McGregor é uma cidade localizada no estado norte-americano de Texas, no Condado de Coryell e Condado de McLennan.

## Demografia
Segundo o censo norte-americano de 2000, a sua população era de 4727 habitantes.
Em 2006, foi estimada uma população de 4845, um aumento de 118 (2.5%).

## Geografia
De acordo com o United States Census Bureau tem uma área de
56,5 km², dos quais 56,5 km² cobertos por terra e 0,0 km² cobertos por água.

## Localidades na vizinhança
O diagrama seguinte representa as localidades num raio de 20 km ao redor de McGregor.